# 穆兰城堡
穆兰城堡（法語：Château du Moulin）是一座法国城堡，位于法国中央-卢瓦尔河谷大区卢瓦-谢尔省罗莫朗坦-朗特奈区市镇克鲁瓦讷河畔拉赛。1926年1月6日列为法国历史遗迹。

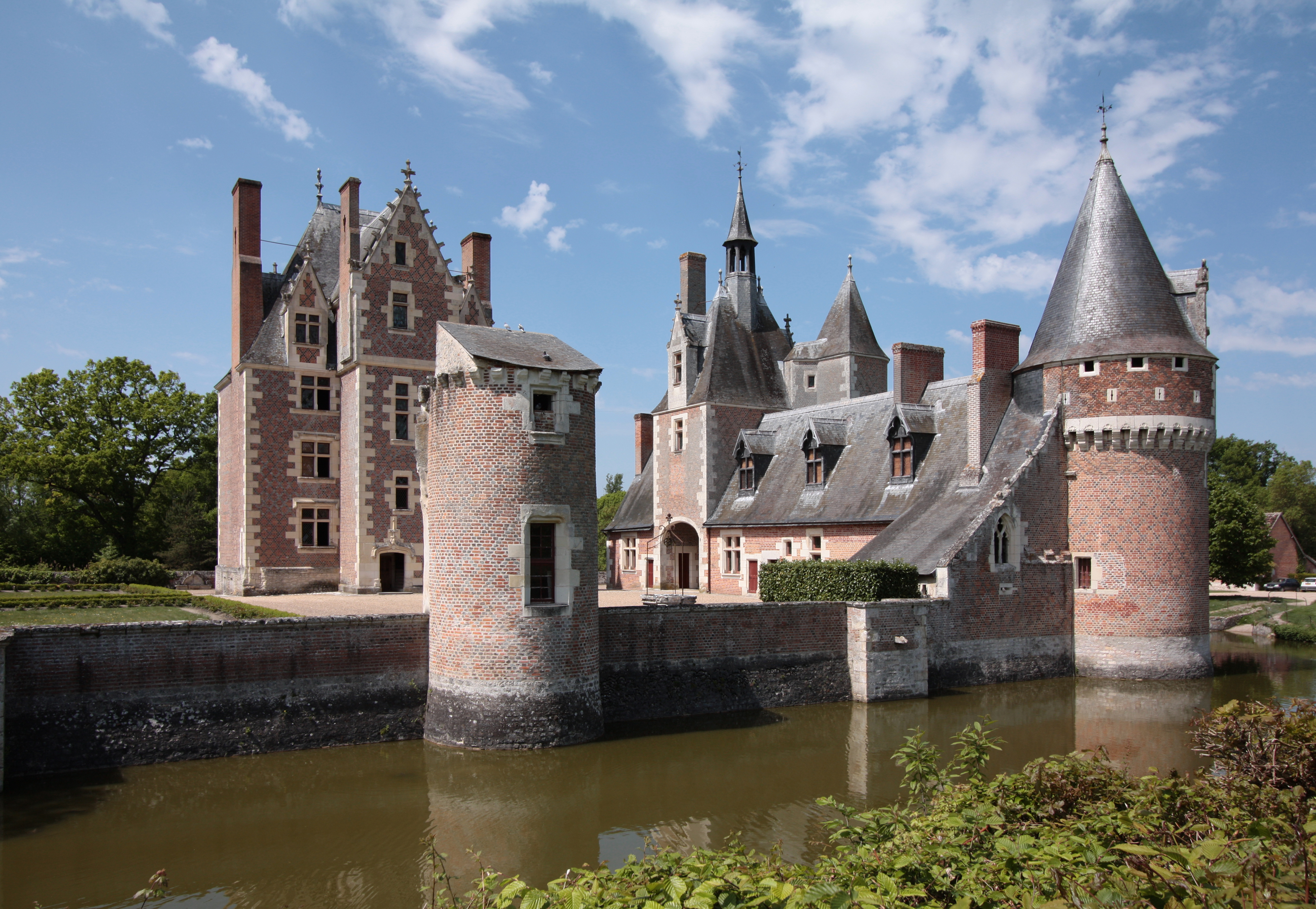
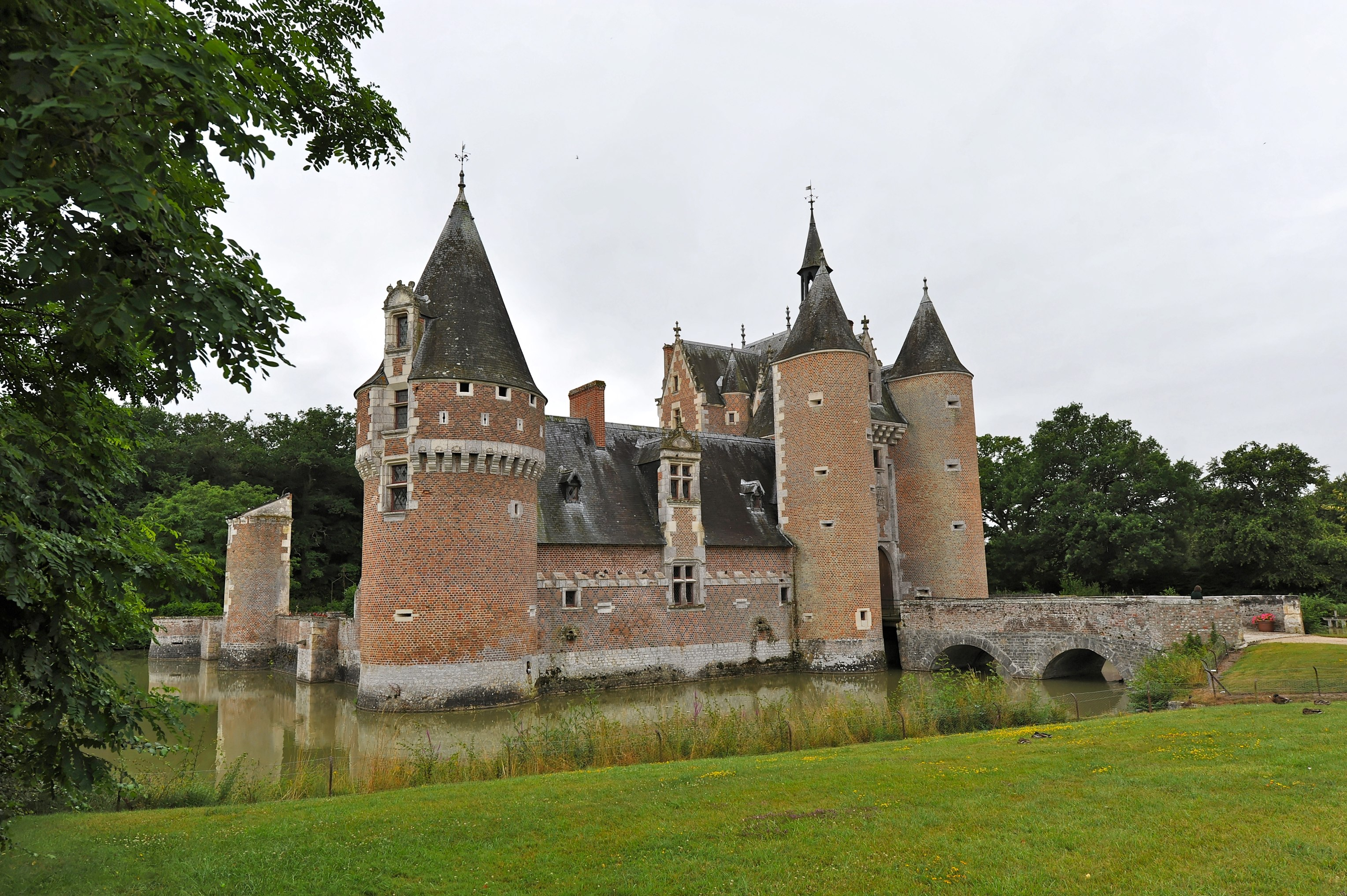
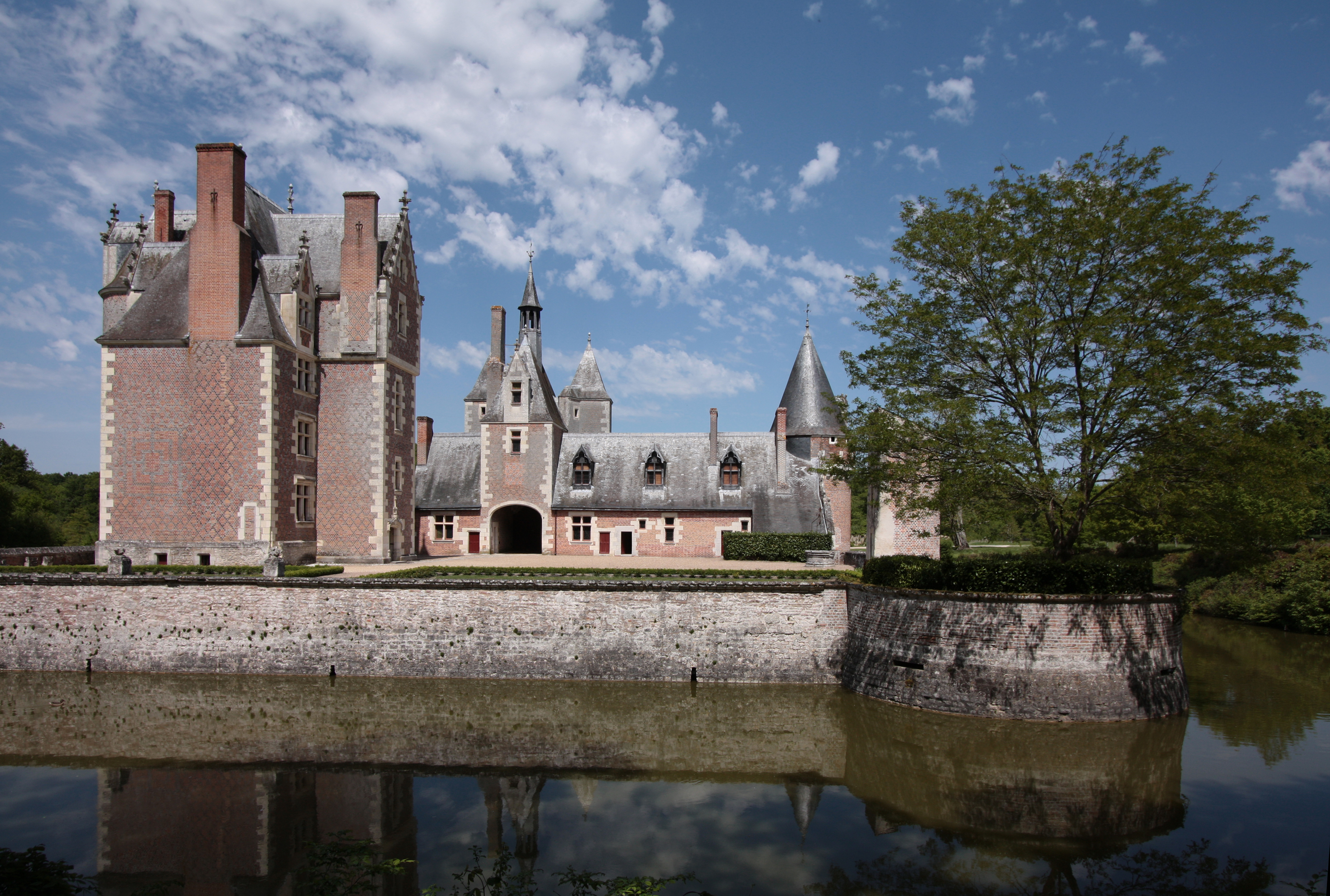
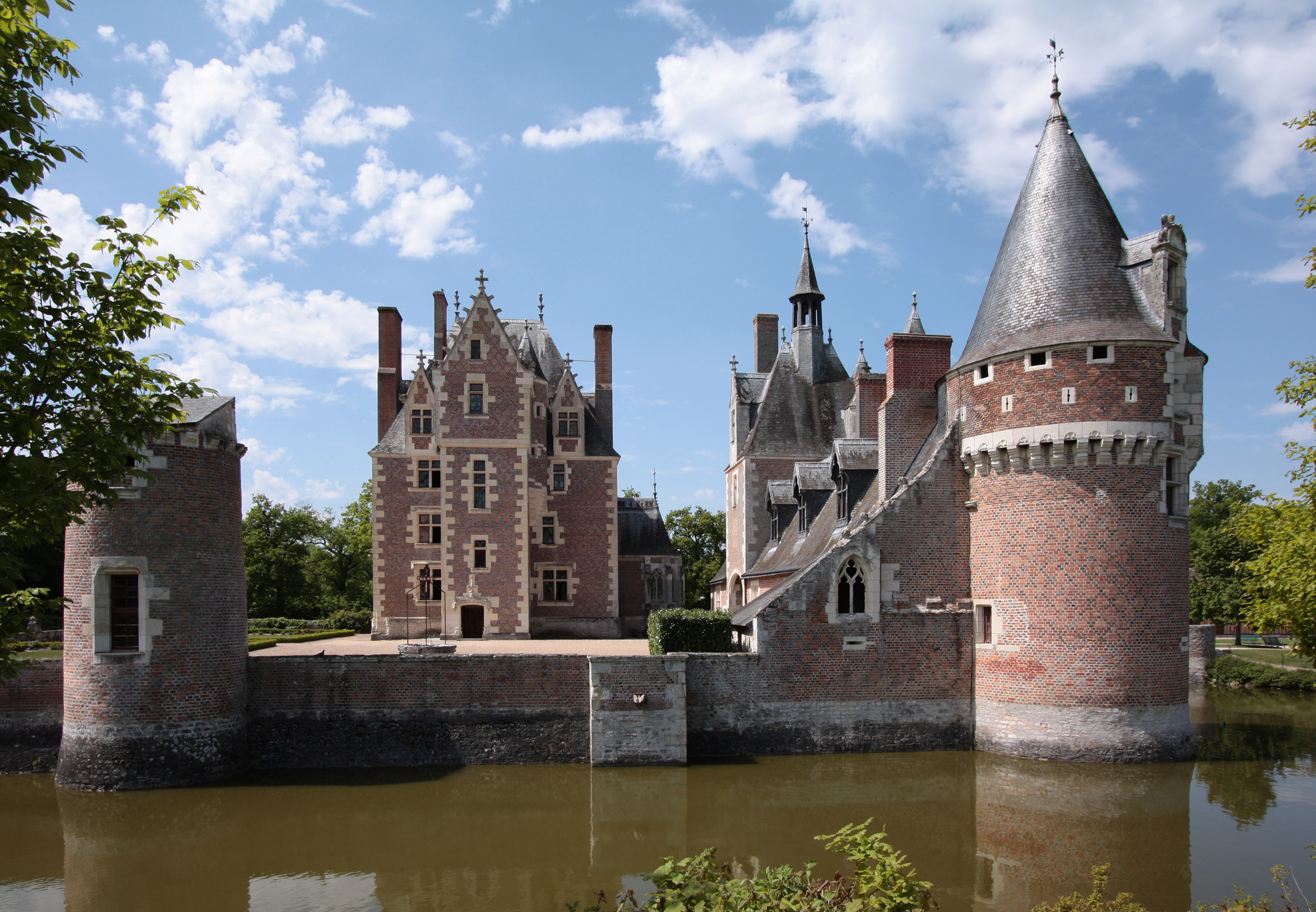